# ヤンコ・ケルスニク
ヤンコ・ケルスニク（1852年9月4日-1897年7月28日）は スロベニアの 作家である。

## 経歴
ヤンコ・ケルスニクはドムジャレの近くブルド・プリ・ルコビツィという町に生まれた。ケルスニクは、父・ヨジェと母・ベルタ・ホフェルンの間に生まれた。ヤンコ・ケルスニクはリュブリャーナに学校を通ったが、退学した。しかし、フラン・レベツはケルスニクにプライベートレッソンをした。そして、ケルスニクはレベツのレッソンでスロベニアの文学に感化された。
1868年、ウィーン大学で法律の勉強を始めた。グラデツ大学で法律の勉強を続けた、1874年に卒業した。リュブリャーナの会計で研修生になった。ケルスニクは公証人の試験を1880年に受けた。１８８３年には県の知事に初当選した。後で、クメティスカ・ドルジュバ新聞の社長になった。1885年の春、ルコビツァの町長になった。
ケルスニクはアロイジヤ・タブチャルと結婚した。1889年にはヤンコ・ケルスニクはもう一度県の知事になった。ケルスニクは結核のせいで1897年７月２８日に亡くなった。
今はルコビツァには、ヤンコ・ケルスニク小学校という名前の小学校がある。

## 作品
ケルスニクはドイツの歌(例 Ode an den Triglav)をはじめて書いたが、レベツのおかげで、スロベニア語で歌を書くことができた。そして、散文も書き始めた。1866年、Slovenski glasnik（新聞）で彼の一番目の歌がリリースされた。1869年に、Raztreseno cvetje（散在する花）と呼ばれる歌をリリースした。
スロベニアの国民（新聞）でMuhasta pisma（気まぐれな手紙）という記事をリリースした。この記事には、アウスペルグの総裁を風刺するようなことが書かれていた。1874年、Postna premišljevanja(ポストの思想）とRaztreseni listi（散在する葉）をリリースした。この記事でスロベニアの苦しい生活を風刺的な言葉で説明した。その中で、昔のスロベニア人と現在のスロベニアの政道について書いた。
ケルスニクは演劇の評論家もなった。ブライバイスの70の記念日でBerite Novice（ニュースを読んで）という劇を書いた。
ヤンコ・ケルスニクの一番長い小説はNa Žerinjah（ジェリニヤの上で）という小説である。ユルチチのスロベニア図書館で、小説をリリースした。1881年、ヨシプ・ユルチチのRokovnjači.（ロコブニャチ）という小説を完成させた。農家の生活はテスタメント と 父親の罪だと説明した。Ciklamen （シクラメン）(1883年)、 Agitator（アジテーター） (1885年) と Jara gospoda（悪い貴族） (1893年)は、ブルジョアの生活について書いたものの中で一番重要だ。彼の有名な短編小説は、Kmetske slike(農民の絵）である。

## 有名な作品リスト
- Na Žerinjah（ジェリニヤの上で）, 1876年 COBISS 62961664
- Rokovnjači （ロコブニャチ）-  ヨシプ・ユルチチの死後に完成 1881年 COBISS 30308865
- Lutrski ljudje,（ルター派の人々） 1882年 COBISS 63837696
- Ciklamen, （シクラメン）1883年 COBISS 34961408
- Gospod Janez, （ヤネズさん）1884年 COBISS 75632128
- Agitator,（アジテーター） 1885年 COBISS 215794944
- Mačkova očeta, （猫たちの父親）1886年
- Testament, （テスタメント）1887年 COBISS 37458176
- Dohtar Konec in njegov konj, （コネツ先生と彼の馬）1888年 COBISS 3350275
- Kako je stari Molek tatu iskal, （お年寄りのモレクが泥棒を見つける方法）1889年 COBISS 3350275
- Kmetske slike,(農民の絵） 1891年 COBISS 117854464
- Jara gospoda, （悪い貴族）1893年 COBISS 228680448
- Očetov greh, （父親の罪）1894年 COBISS 26886145

## リンク
- ヤンコ・ケルスニク小学校
- ヤンコ・ケルスニクのドキュメンタリー
- スロベニアの電子図書館、ケルスニクの作品